# James Hickey
James Aloysius Hickey (ur. 11 października 1920 w Midland, Michigan, zm. 24 października 2004 w Waszyngtonie) – amerykański duchowny katolicki, arcybiskup Waszyngtonu, kardynał.

## Życiorys
Był synem dentysty. Studiował w seminarium Sacred Heart w Detroit, na Amerykańskim Uniwersytecie Katolickim w Waszyngtonie oraz na uczelniach rzymskich - Uniwersytecie Laterańskim i Papieskim Międzynarodowym Athenaeum Angelicum. Święcenia kapłańskie przyjął 15 czerwca 1946 w Saginaw.
W latach 1946-1947 pracował jako duszpasterz w diecezji Saginaw, następnie wyjechał do Rzymu na dalsze studia; po powrocie do Saginaw (1951) kontynuował pracę duszpasterską, był sekretarzem biskupa, a także założycielem i rektorem Seminarium Św. Pawła. Jako ekspert i asystent biskupa Saginaw Stephena Woznickiego brał udział w obradach Soboru Watykańskiego II. 31 października 1963 został obdarzony godnością papieskiego prałata domowego.
18 lutego 1967 został mianowany biskupem tytularnym Taraqua, z obowiązkami biskupa pomocniczego Saginaw; święceń biskupich udzielił mu 14 kwietnia 1967 arcybiskup Detroit kardynał John Francis Dearden. Od 1969 był rektorem Papieskiego Kolegium Północnoamerykańskiego w Rzymie. 31 maja 1974 Hickey został mianowany biskupem Cleveland, a 17 czerwca 1980 wyniesiony do godności arcybiskupa Waszyngtonu.
28 czerwca 1988 mianowany przez papieża Jana Pawła II kardynałem, otrzymał tytuł prezbitera Santa Maria Madre del Redentore a Tor Bella Monaca. Brał udział w sesjach Światowego Synodu Biskupów w Watykanie (1990, 1994, 1997), był członkiem sekretariatu generalnego synodu. W sierpniu 1997 był specjalnym wysłannikiem papieża na obchody 150-lecia diecezji Cleveland.
W październiku 2000 ukończył 80 lat i utracił tym samym prawo udziału w konklawe, miesiąc później zrezygnował również z dalszych rządów w archidiecezji waszyngtońskiej.